# کول هاسر
کول کنت هاسر (به انگلیسی: Cole Kenneth Hauser) (زاده ۲۲ مارچ ۱۹۷۵) بازیگر آمریکایی است. او بیشتر برای بازی در فیلم‌های روابط مدرسه، مات و مبهوت، ویل هانتینگ خوب، قیرگون، سرزمین ببر، جنگ هارت، اشک‌های خورشید، ۲ سریع و ۲ خشمگین، غار، جدایی، یک روز خوب برای جان‌سخت، المپیوس سقوط کرده‌است و برتری شناخته می‌شود. او برای هنرنمایی خود در فیلم سرزمین ببر نامزد جایزه ایندیپندنت اسپیریت برای بهترین بازیگر نقش مکمل مرد شد.

## اوایل زندگی
کول هاوزر در ۲۲ مارس ۱۹۷۵ در سانتا باربارا، کالیفرنیا زاده شد. مادرش، کس وارنر و پدرش، وینگز هاوزر، بازیگر آمریکایی است. پدربزرگ پدری‌اش، دوایت هاوزر، فیلم‌نامه‌نویس آمریکایی برنده جایزه اسکار و پدربزرگ‌ مادری او، هری وارنر، یکی از موسسان کمپانی برادران وارنر بود. مادربزرگ مادری کول، بتی وارنر، نقاش، مجسمه‌ساز و فعال سیاسی بود که همسر استنلی شینبائوم، فعال سیاسی، اقتصاددان، بشردوست و نماینده سابق اداره پلیس لس آنجلس بود. کول از طرف مادرش یهودی است و از طرف پدرش نژادی آلمانی و ایرلندی دارد.

## فیلم‌شناسی
- روابط مدرسه (۱۹۹۲)
- مات و مبهوت (۱۹۹۳)
- آموزش برتر (۱۹۹۵)
- ویل هانتینگ خوب (۱۹۹۷)
- قیرگون (۲۰۰۰)
- شوت به افتخار (۲۰۰۰)
- سرزمین ببر (۲۰۰۰)
- جنگ هارت (۲۰۰۲)
- اولئاندر سفید (۲۰۰۲)
- اشک‌های خورشید (۲۰۰۳)
- ۲ سریع و ۲ خشمگین (۲۰۰۳)
- پاپاراتزی (۲۰۰۴)
- بخش فوریت‌های پزشکی (۲۰۰۴، مجموعه تلویزیونی)
- غار (۲۰۰۵)
- جدایی (۲۰۰۶)
- فرشته سنگی (۲۰۰۷)
- شکنجه (۲۰۰۸)
- فهرست مرگ (۲۰۱۱)
- یک روز خوب برای جان‌سخت (۲۰۱۳)
- المپیوس سقوط کرده‌است (۲۰۱۳)
- برتری (۲۰۱۴)
- جارهد ۲: رشته آتش (۲۰۱۴)
- اعمال خشونت (۲۰۱۸)
- یلواستون (۲۰۱۸–اکنون، مجموعه تلویزیونی)
- دویدن با شیطان (۲۰۱۹)